# Bemisia religiosa
Bemisia religiosa là một loài côn trùng cánh nửa trong họ Aleyrodidae, phân họ Aleyrodinae.
Bemisia religiosa được Peal miêu tả khoa học đầu tiên năm 1903.